# روستم (فلم)
روستم هو فيلم الجريمة الهندي الذي أنتج عام 2016 ، قام بكتابته فيبول ك راوال, إخراجه تينو سوريش ديساي و التي أنتجته نيراج باندي. ويضم أكشاي كومار، إليانا دي كروز, عرجان باجوا و ايشا غوبتا في الأدوار القيادية.
ويستند الفيلم على الحياة الحقيقية في حادثة ضابط في البحرية يدعى K. M. Nanavati ورجل الأعمال بريم أهوجا.
التصوير الرئيسي للفيلم بدأ في شباط / فبراير 2016 ، وصدر الفيلم  في 12 آب / أغسطس 2016.

## قصة الفيلم
في عام  1950s يعيش ضابط البحرية الهندية رستم Pevri (أكشاي كومار)  حياة سعيدة مع زوجته سينثيا Pevri (إليانا د'Cruz). إلى أن أكتشف أن زوجته على علاقة  مع صديقه فيكرام ماخيجا (عرجان باجوا). حيث عثر بعد عودته من إحدى رحلاته البحرية على رسائل حب في خزانة زوجته . واجه رستم زوجته بتلك الرسائل ثم انطلق غاضبا دون أن يسمعها  . حصل رستم على مسدس من السفن البحرية ثم أجرى مكالمة ترنك  إلى دلهي. بعد ذلك,أخذ  يبحث عن فيكرام مكتبه ثم في منزله. بعد دخول رستم لغرفة صديقة فيكرام سمع الخادم  3 طلقات نارية فأندفع بأتجاه الغرفة ليجد فيكرام غارق في بحيرة من الدماء بينما كان رستم يحمل مسدسه في يده .قام  رستم فورا بتسيلم نفسه إلى الشرطة والمفتش فنسنت لوبو (باوان مالهوترا) ليبدأ التحقيق.
شقسقة فيكرام  بريتي ماخيجا (ايشا غوبتا) استأجر أفضل محامي في مدينة لاكشمان Khangani (ساشين Khedekar) للحصول على رستم أقسى عقوبة ممكنة.في حين قامت  صحيفة الحقيقة المحلية بنشر الأخبارمع إضافة بعض التوابل إليه ،لتخلق ضجة في المدينة. على جانب واحد البحرية يدعم ذلك الضابط ويطلب الشرطة لتسليم عهدته بينما على الجانب الآخر الإيراني المجتمع تقدم المساعدة من خلال توظيف جيد محامي الدفاع. رستم يرفض مساعدة الجميع ويقرر محاربة الحالة من تلقاء نفسه. في حين رئيس تحرير الحقيقة ، Eraj Billimoria (Kumud ميشرا) ، يخلق تعاطفا مع صورة رستم في الأماكن العامة ، رستم كبار ضابط البحرية براشانت كامات (Parmeet سيتي) يرسل اثنين من الحمقى إلى منزله للبحث عن مجموعة من الوثائق ، ولكن فشلوا في العثور على أي شيء. خائفة سينثيا يندفع إلى السجن إبلاغ رستم ، الذي لم يتحدث معها. رستم وأخيرا يلتقي يستمع إلى سينثيا قصة عن كيف أنها كانت وحيدة بالضيق عندما رستم ذهب بعيدا إلى لندن لعدة أشهر. فيكرام استغلها بالوحدة سينثيا وقعت له ، ولكن في يوم من فيكرام القتل سينثيا قد كسر بالفعل معه لأجل الزواج.

## طاقم العمل
- أكشاي كومار قائد رستم Pevri
- إليانا دي كروز كما سينثيا Pevri
- عرجان باجوا كما فيكرام ماخيجا
- ايشا غوبتا كما بريتي ماخيجا
- باوان مالهوترا كبار المفتش فنسنت لوبو
- اوشا Nadkarni كما السابقة
- ساشين Khedekar النيابة العامة لاكشمان Khangani
- Kumud ميشرا كما Eraj Billimoria
- Anang ديساي منصب قاضي
- Parmeet سيتي كما الاميرال براشانت كاماث
- Indraneel بهاتاشاريا كما النقيب C. P. Cherian
- Kanwaljit سينغ كوزير للدفاع K. G. باكشي
- Brijendra كالا رئيس الشرطة

.

## روابط خارجية
- مقالات تستعمل روابط فنية بلا صلة مع ويكي بيانات